# Jan Křtitel Voves
Jan Křtitel Voves, také Wowes (29. srpna 1885 Praha – 10. října 1945 tamtéž), byl český varhaník a hudební skladatel.

## Hudební rodina
Patrně nejvýznamnější člen rozsáhlé rodiny pražských varhaníků, kteří na přelomu 20. století působili na mnoha pražských kůrech:
- Antonín Voves (18. března 1845). Po absolvování Varhanické školy v Praze byl ředitelem kůru a varhaníkem v kostele sv. Ignáce a věnoval se také pedagogické činnosti.
- Jindřich Voves, syn Antonína Vovse (15. října 1873 – 30. září 1905) vystudoval varhanní oddělení Pražské konzervatoře. Hrál na varhany u svého otce v kostele sv. Ignáce. Zabýval se rovněž varhanářstvím. Sestavil Sbírku různých disposicí varhan.
- Alois Voves, syn Antonína Vovse, otec Jana Křtitele Vovse (7. února 1854 – 20. května 1916).[2] Jako bratr Jindřich absolvoval pražskou varhanickou školu a byl varhaníkem v kostele Panny Marie Sněžné, v kostele Matky Boží před Týnem, u sv. Haštala a v kostele svatého Petra na Poříčí. Působil rovněž jako městský varhaník na Smíchově.
- Vladislav Voves, syn Aloise Vovse (12. února 1898 – 31. ledna 1919). Vystudoval varhanní oddělení Pražské konzervatoře a působil v kostele svatého Antonína Paduánského, v kostele svatého Petra na Poříčí a v kostele Matky Boží před Týnem.

## Život
Byl synem Aloise Vovsa (1854-1907). a jeho manželky Anny, rozené Reinišové (1860-??). Studoval na pražské konzervatoři, kde byl žákem Josefa Kličky a Karla Steckera. Po krátkém působení v kostele sv. Václava na Smíchově se v roce 1905 se stal varhaníkem (od roku 1913 ředitelem kůru) v bazilice Nanebevzetí Panny Marie na Strahově. Zde pak setrval až do své smrti v roce 1945.

## Dílo
Byl především skladatelem chrámové hudby. Zkomponoval 3 mše, četné litanie a na 150 motet. Kromě toho skládal i skladby pro klavír a světské písně a sbory. Některé jeho skladby vyšly tiskem.